# Страхиња Јањић
Страхиња Јањић (Клење, код Богатића, 13. април 1906 — Хамилтон, новембар 1966). Пре Другог светског врата био је краткотрајно официр Југословенске војске, затим чиновник у Београдској општини и запосленик у прес бироу при председништву владе Драгише Цветковића. Током рата, једно време је био припадник Српског добровољачког корпуса (СДК), затим  председник Крагујевачке општине за време масакра у Крагујевцу, краткотрајно председник Лесковачке општине и најпосле командант злогласне јединице под именом Српски Гестапо. Након расформирања ове јединице, због бројних притужби на његов рад колаборационистичких органа немачкој окупационој управи, наставио је обавештајни посао за Трећи Рајх у Немачкој. Након рата губи му се траг, те се сматра да је са немачким нацистима успео да емигрира у Канаду. 

## Биографија

### Пре рата
Рођен је 13. априла 1906. године у Клењу, код Богатића, од оца Николе и мајке Босиљке (рођ. Ристић).У војску је ступио октобра 1923. године, а пре тога је завршио народну школу и шест разреда гимназије. У чин каплара унапређен је 15. априла 1924, у поднаредника 1. октобра 1924, у наредника 24. септембра 1925, а у потпоручника 1. октобра 1925. године.Служио је у пешадији и у чин поручника унапређен је 1. октобра 1929. године. Званична војна каријера Страхиње Јањића завршена је у јуну 1932. године актом пензионисања, у његовој 26. години.
После тога радио је извесно време као приватни чиновник, а потом и као чиновник Привредно-финансијске дирекције Општине града Београда. Из јавне службе отпуштен је „у интересу исте” одлуком Градског већа, а на предлог председника Општине. Обавештајни извори из Другог  светског рата готово без изузетка наводе да је разлог његовог пензионисања из војске, али и уклањања из јавне службе било проблематично понашање (проневере, злоупотреба положаја). Сам Јањић у неким извештајима немачке Безбедносно-обавештајне управе (БДС) приказује разлоге за његова пензионисања и смене у другом светлу: наводно је пензионисан јер је у војсци открио хомосексуалну аферу високих официрских кругова, док је из чиновничке службе удаљен пошто је открио велику финансијску аферу иза које је стајао интерес масонерије, градоначелника Владе Илића и јеврејског капитала.
Његово последње ангажовање у јавној служби пре Априлског рата било је у прес-бироу (ЦПБ), при председништву Владе Драгише Цветковића, о чему готово да нема значајнијих сачуваних писаних трагова. Једна достава немачкој обавештајној служби (БДС-у) касније током рата, описује да је Јањић био запослен у краткоталасној радио станици ЦПБ-а, „где је примао плату не радећи ништа”.
Био је разведен и повремено живео са сином Николом, рођеним 1932. године. Лични живот му је вероватно и пре 1941. био неуредан, на шта указује чињеница да је у Картотеци житеља Управе града Београда, у периоду од маја 1932. до маја 1942. године, био пријављен на тачно 20 различитих адреса. Изјаснио се да је политички припадао Југословенској радикалној заједници од 1936. до 1938. године, а после тога био симпатизер ЈНП Збор.

### Током почетка рата
Током војног пуча од 27. марта, Јањић је побегао из Београда. По окупацији Србије, а посебно после распламсавања устанка против окупатора, Јањић се у више наврата понудио за сарадњу различитим колаборационистичким и немачким установама. Обавештајно-безбедносни извори сведоче да се прво нудио полицији Управе града Београда преко комесара Танасија Тасе Динића. Ова иницијатива није прошла, па се окренуо Димитрију Љотићу и његовим добровољачким одредима, који су управо били у фази настајања крајем лета 1941. године. Он се налазио на челу оружаног одреда (2. чете) који је деловао у склопу 5. Добровољачког (Шумадијског) одреда, под командом Марисава Петровића. Средином октобра учествовао је у акцијама против покрета отпора спровођеним у околини Крагујевца. На Петровићев предлог постављен је на функцију председника Крагујевачке општине 18. октобра и налазио се на њеном челу током најтрауматичнијих дешавања у историји града.
Током велике рације, коју су вршили представници окупационе оружане силе и Шумадијског добровољачког одреда, Јањић је као део Петровићеве пратње дошао у саму зграду општине 20. октобра 1941. године. Том приликом извршена је тријажа запослених чиновника и присутних грађана, од којих је један број означен за комунисте и ухапшен. Они су потом стрељани у Шумарицама, а остали су били изложени претњама, вређању и вербалном насиљу Јањића. Када се масовни злочин у Крагујевцу завршио, Јањић је наредио комуналним службама да сакупе и у масовне гробнице сахране тела стрељаних цивила. Потврђено је и да су лични предмети стрељаних били предати управо Јањићу, који је присвојио и са својим сарадницима поделио највредније ствари, док су остале враћене ожалошћеним породицама.
Управљање Крагујевачком општином, које је почело највећим злочином у историји овог града, било је обележено насиљем, злочинима и скандалима. Историјски извори који сведоче о Јањићевим данима на челу Крагујевца бележе његову осионост према грађанима и проблеме које је његова личност изазивала у сарадњи са осталим органима управе. У том периоду Јањић је починио бројне изнуде и најмање два силовања. Завео је страховладу и у више наврата приморавао грађане да се окупљају на митинзима подршке, злоупотребљавајући у политичке сврхе чак и парастос стрељаним грађанима. Грађани и органи колаборационистичке управе изражавали су незадовољство његовим радом и молили претпостављене да га уклоне са места председника општине. Насупрот бројних пријаве и доказа против Јањића, колаборационистичка штампа представљала га је као реформатора и доброчинитеља, истичући његову тобожњу бригу за унесрећену децу и хвалећи огроман прилог дат приликом посете Антимасонској изложби у Београду, када је предао 50.000 динара „као поздрав Крагујевца Београду”.
О Јањићевом карактеру, уверљиво сведоче и изјаве немачких обавештајаца, којима је касније био потчињен, његових бивших сабораца, али и сведока у истрагама које су против њега вођене. Ханс Акерман, припадник БДС-а извршио је у августу 1942. године увид у судске списе који су се тицали Јањића и његових недела почињених у Крагујевцу. Оштећени и сведоци малтретирања цивила описали су га као „неуравнотеженог и абнормалног”, са испољеним „симптомима душевне болести”. Немачки обавештајни органи били су свесни „да је бруталан и морално није сасвим чврст”, као и да је склон блефирању и фикс идејама, али су и даље сматрали да би га могли употребити, високо вреднујући његово искрено одушевљење нацизмом и Трећим рајхом. Страхиња Јањић налазио је заштиту од оптужби и уклањања са функције у личности крајскоманданта мајора фон Бишофхаузена. Одлуком пуковника Косте Мушицког, команданта Шумадијског кора ( будући СДК), почетком децембра 1941. године Јањић је био смењен и ухапшен. Потом се догодила интервенција немачких власти, које су издејствовале његово ослобађање и покушавале да га задрже на месту председника општине. Јањић се од тада није враћао у престоницу Шумадије, а до његове коначне смене са места председника Крагујевачке општине дошло је у јануару 1942. године. Истовремено, две доставе БДС-у агента под шифром 131 бележе да је ова смена изазвала „приређивање читавих светковина” у Крагујевцу, као и да је цео Булбудер, који је добро познавао Јањића и његовог брата, са „неописаним одушевљењем” дочекао вест о његовом хапшењу и кажњавању (ИАБ, БДС, Ј–198). Упркос ослобађању Јањића и отвореној подршци коју је уживао од немачких власти, крагујевачки суд и полиција су и даље водили истрагу против њега. Његово потоње ступање у директну службу окупатору умногоме је везано за чињеницу да га је само то могло спасити процесуирања за бројна недела која је починио.
12. фебруара 1942. постављен за председника општине у Лесковцу. Период боравка Страхиње Јањића на југу Србије управо  представља, за сада, највећу историографску непознаницу везану за његов рад током окупације, због веома малог броја пронађених релевантних историјских извора. Са сигурношћу се може тврдити да је Јањић смењен већ после два месеца, те да је премештен у Београд. Извори обавештајног порекла помињу насилничко понашање и корумпираност Јањића као узроке смене, као и поновно залагање локалних немачких руководилаца (капетана Штребела и Штрајхера) да га сачувају на функцији. Узнемирење окружног начелства и других органа Недићеве власти изазвале су информације о Јањићевим пословима са црном берзом, проневерама а посебно „унутрашњи зајам”, који је наметнуо грађанима и привреди Лесковца, уз претњу репресијом и батинама.
После смењивања са чела локалне самоуправе у Лесковцу, Јањић је 14. априла 1942. године прешао на рад при Председништву Министарског савета, где је основао један оружани одред и имао канцеларију. Званични назив тог одреда, утиснут на меморандуме и преписку коју је Јањић водио био је: 1. специјални оружани одред „Београдски”. По свој прилици, главни задатак овог специјалног одреда било је хапшење генерала Драгољуба Михаиловића. Он је одмах укључен у акције против ЈВуО, које је немачка 717. пешадијска дивизија спроводила у западној Србији. Јањићев одред имао је да делује под оперативном командом потпуковника Фрикеа, чији се штаб налазио у Чачку. Задатак је био опкољавање Голије. Крајем априла Јањић је, међутим, са положаја послао немачкој команди у Чачку извештај, у коме је за сарадњу са ЈВуО оптужио низ локалних руководилаца и команданата колаборационистичких оружаних формација. Због ове денунцијације били су ухапшени пензионисани жандармеријски пуковник Милош Павловић са сином, као и мајор Војислав Пантелић, командант СДС у Краљеву. После саслушавања Павловића од стране немачке војне обавештајне службе и суочавања са Јањићем, команда 717. дивизије утврдила је да је реч о лажној денунцијацији и послала предмет Страхиње Јањића полицији безбедности при Војном заповеднику у Србији, захтевајући процесуирање.
Забринут због компромитовања једног броја руководилаца локалне самоуправе и Српске државне страже (СДС), Милан Недић је хитно расформирао специјални одред 16. маја 1942. године. Обавештајна аналитика тумачи овај чин као преломну тачку у односима Јањића и Недића, после кога је код Јањића остала само интензивно изражена мржња и осветољубивост усмерена ка председнику владе. Јањић се није суздржавао ни у јавности, где је најоштрије говорио против Недића. Специјална полиција дошла је до сазнања да припрема атентат на Недића и ухапсила га. Страхиња Јањић провео је период од 18. маја до 6. јуна 1942. године у концентрационом логору на Бањици. Ослобођен је одлуком СС, у тренутку када је по свој прилици већ био договорен облик његове будуће сарадње са немачким обавештајним службама. Недић је одустао од гоњења Јањића када су оптужбе да је припремао атентат на њега одбачене као неосноване, али је конфликт међу њима остао неразрешен.

### Српски Гестапо
Документи БИА, односно Удбе, који се чувају у Архиву Србије, почетак обавештајне сарадње смештају у фебруар 1942. године, када је Јањић по први пут предложио немачким властима оснивање српских СС дивизија. Тада се директно обратио вишем вођи СС и полиције Августу Мајснеру, представљајући се као личност способна да оснује такве формације, а овај предлог понављао је и касније, истичући и да би могао успешно да заведе ред у Србији. Крајем маја 1942. године, у оквиру провера способности „за његов будући агентски рат”, обављен је лекарски преглед Страхиње Јањића, који је извршио др Јунг. Легитимација немачке помоћне полиције на његово име први пут је издата почетком јула 1942, а потом је уредно обнављана закључно са мајем 1943. године. БДС, односно Гестапо у Београду, издали су Јањићу и посебне дозволе за кретање градом током трајања полицијског часа, као и за ношење оружја. Ови документи, који су до данас сачувани и чувају се у Историјском архиву Београда, представљали су клицу из које се развио Српски Гестапо и означили нову етапу Јањићеве обавештајне сарадње са окупатором, током које је са својим сарадницима прешао из надлежности III (СД) у надлежност IV одељења/реферата (Гестапо) ЕК и СИПО у Србији.
Немци су имали велике планове и очекивања везана за Јањића и његов агентски рад. Током лета 1942. године поверено му је оснивање посебног диверзантско-обавештајног одреда, који ће извршавати налоге немачких органа и чији ће основни циљ бити разоткривање припадника ЈВуО и комуниста. Овај одред је деловао мимо других колаборационистичких органа и у јавности постао познат под именом Српски Гестапо, повремено је називан и „јањићевцима”. Упркос томе, многи грађани погрешно су сматрали одред делом СДК („љотићевцима”), делом због ранијег припадања Јањића СДК и ЈНП Збор, а делом и због тога што су Јањић и његов помоћник Светозар Нећак и даље повремено носили униформе СДК приликом кретања Београдом.
Припаднике Српског Гестапоа регрутовао је лично Јањић и његов помоћник Светозар Нећак. Личности регрутоване у Српски Гестапо и саме су попут Страхиње Јањића биле несолидног карактера и проблематичне прошлости.
У историјским изворима добро су документоване акције СГ у Гроцкој, Аранђеловцу и околини и Смедеревској Паланци. Акција СГ у Гроцкој имала је за циљ разоружавање и привођење једног броја припадника четничког одреда Пере Шумског (право име: Петар Стојановић, из Крагујевца), који су после наређења да се одред расформира планирали да задрже оружје и да се одметну. Акцијом је руководио сам Јањић и у њој је учествовало још 30-ак припадника СГ. Они су половином децембра 1942. године успели да на превару опколе, разоружају и заробе четнике војводе Пере Шумског. Четници који су се спремали за илегалу завршили су у логору на Бањици, а неки од њих, укључујући и вођу одреда, касније су пребачени у логор Матхаузен, у коме су и окончали животе
Дана 22. децембра 1942. године СГ је интервенисао и у селу Камендол у Смедеревском округу. Заједно са 20-ак припадника СГ, у тој акцији учествовало је и око 60 немачких војника. Село је блокирано,претресане су куће, приликом претреса било је злостављања сељака, чак су и жене излагане физичком насиљу. Сврха претреса била је откривање и заплена оружја, као и прибављање информација о партизанима. Јањић је водио ову операцију и лично тукао једну жену, покушавајући да изнуди информације о њеном супругу. Претреси су били праћени пљачком хране и покућства, што је СГ и иначе радио у већини својих акција. После истраге коју је Јањић спровео на лицу места деветорица сељака означени су за помагаче партизана. Према сачуваним изворима, Јањић је лично инсистирао на њиховом стрељању, наочиглед окупљених сељака, како би дао пример целом селу. Пошто је немачки официр одбио да нареди својим војницима да изврше стрељање, смртоносни плотун испалили су припадници СГ.
У селу Буковик су припадници СГ починили више документованих силовања, малтретирали су и трогодишње дете, као и више Рома који су живели у оближњој Циганској мали. У низу акција у Аранђеловцу и околини ухапшено је више десетина грађана, који су одведени у Старо здање и тамо мучени и пребијани. Један број ухапшених потом је пребачен у Крагујевац, а неки од њих су тамо и стрељани.
Неуравнотеженост Страхиње Јањића и карактер већег броја припадника СГ доводили су до константних трзавица у одреду, што се временом веома негативно одразило на његово функционисање. Јањић се у одржавању дисциплине непрестано кретао између две крајности: физичког кажњавања и понижавања припадника одреда и за најмање преступе, и потпуног одсуства дисциплиновања, оличеног у учествовању, па и предвођењу изгреда које су чланови СГ чинили.
Страхињу Јањића одликовале су необуздана природа и нереална амбиција, засноване на патолошком уверењу о величини сопствене личности. Добијање различитих привилегија од окупатора и обавештајни рад у његову корист Јањић није посматрао као обавезу, већ као могућност за освајање власти и демонстрацију моћи. Изузетно су бројне изјаве, како оне потекле из редова колаборациониста и немачких безбедносних органа, тако и оне чији су аутори били управо бивши припадници Српског Гестапоа, које описују Јањићево бахато и непримерено понашање, жељу за „завођењем реда” у земљи и болесну амбицију да на челу колаборационистичке управе замени Милана Недића. Уместо да у тајности извршава задатке које су му повериле немачке власти, Страхиња Јањић је интензивно ширио гласине о свом скором постављењу на највише функције у земљи, преузимању власти, денунцирао и провоцирао колаборационистичку управу и разним инстанцама немачке управе слао предлоге о стварању две српске СС дивизије, што су и Немци сматрали нереалним. Где год је био ангажован, СГ је остављао за собом траг злочина: пљачке, малтретирања и батинања цивила, силовања жена. Поједине акције одреда биле су инициране на основу дојава, а у насиљу вршеном по селима Шумадије било је и елемената личне освете појединих припадника СГ, као и најпримитивнијег користољубља, попут крађе одеће, хране, алкохола и новца. Са протоком времена овај одред је све мање извршавао задатке због којих је основан, а све више личио на банду заштићених пљачкаша, служећи као инструмент у Јањићевим приватним ратовима са СДК, Специјалном полицијом, Недићем и његовом владом.
Бројни инциденти, које су Јањић и његови саборци изазивали куда год би прошли, побудили су и отворени револт Милана Недића, који се по том питању посебним меморандумом обратио највишим немачким властима у Србији. У њему Недић напросто вапи захтевајући да неко обузда Јањића, истичући да он својим деловањем нарушава углед и Немачке и Србије, као и да подрива ауторитет власти пред грађанима.
Крајем 1942. и почетком 1943. године међуљудски односи у СГ били су већ озбиљно нарушени, а број инцидената и злочина који је овај одред починио познат и широј јавности. Заплашени Јањићевим претњама, поједини припадници одреда планирали су бекство или су се директно обраћали немачким властима, а сам Јањић све ређе је боравио у касарни. Конспиративност организације одавно је била нарушена његовим отвореним хвалисањем у јавности и претњама које су свакодневно упућиване органима колаборационистичке управе.
У таквим околностима Немци су одлучили да им Јањић више штети него користи. Коначно, крајем априла 1943. године, он је смењен са чела Српског Гестапоа  и са 26 припадника одреда упућен на нове задатке у Немачку, док је руковођење одредом у коме је остало 33 људи преузео Светозар Нећак.

### Пред крај рата
Документа обавештајног порекла наводе да је током 1944. године и даље радио за обавештајне службе Трећег Рајха. Он и његови сарадници конспиративно су деловали међу југословенским радницима у Немачкој. Извори бележе да ни у тим условима није престао са денунцијацијама и изнудама: многе раднике лажно би оптуживао, а потом од њихових породица захтевао новац, храну, цигарете или сексуалне услуге, како би наводно интервенисао у циљу ослобађања. Од велике важности је пронађени допис пуковника Ивана Јавора, упућен Министарству одбране и команди оружаних снага НДХ у Загребу 31. октобра 1943. године. Он помиње бившег шефа СГ и његов живот у Берлину, дајући чак и његову адресу и број телефона, напомињући да је Јањић „сада у униформи њемачког пуковника Вермахта”. 
Историјски извори доступни путем интернета откривају да се Јањић крајем лета 1944. године обрео у концентрационом логору Флосенбирг (Floßenbürg). Извесно је да је пре завршетка рата боравио и у логору Захенхаузен (Sachenhausen) у Брандебургу. Почетком 1946. године његово име регистровано је на полицијском списку 167 Југословена, који су у том тренутку живели у Берлину.

### Након рата
У документима Државне комисије за утврђивање злочина окупатора и њихових помагача, Јањић се водио као лице у бекству. Није познато у којој мери су југословенске власти имале информације о његовом кретању, нити да ли су захтевале његово хапшење и екстрадицију од других држава. С друге стране, у дигиталним базама податка везаним за поменуте немачке логоре, Јањић се води као логораш, односно као жртва нацизма. Последњи поузданији податак о његовом кретању и месту боравка представља једна службена белешка Удбе из новембра 1964. године. Агентска веза је по повратку из Северне Америке известила да се Јањић налази у Канади, у месту Хамилтон у покрајини Онтарио, да се служи именом Ден Савић, држи одвојено од остатка политичке емиграције, као и да је стекао значајан иметак у послу са некретнинама. Био је и власник дома за старе у коме је боравило око 50 лица. 
Преминуо је новембра 1966. у Хамилтону. Сахрањен је 29. новембра на хамилтонском гробљу Вудланд (енгл. Woodland Cemetery) где је сахрањен велики број Срба. Иза себе је оставио жену и сина.